# Saguier Carreras
Saguier Carreras (fl. XX secolo) è stato un calciatore paraguaiano, di ruolo attaccante.

## Biografia
Partecipò con il Paraguay al Mondiale di calcio del 1930.